# Xerém (Duque de Caxias)

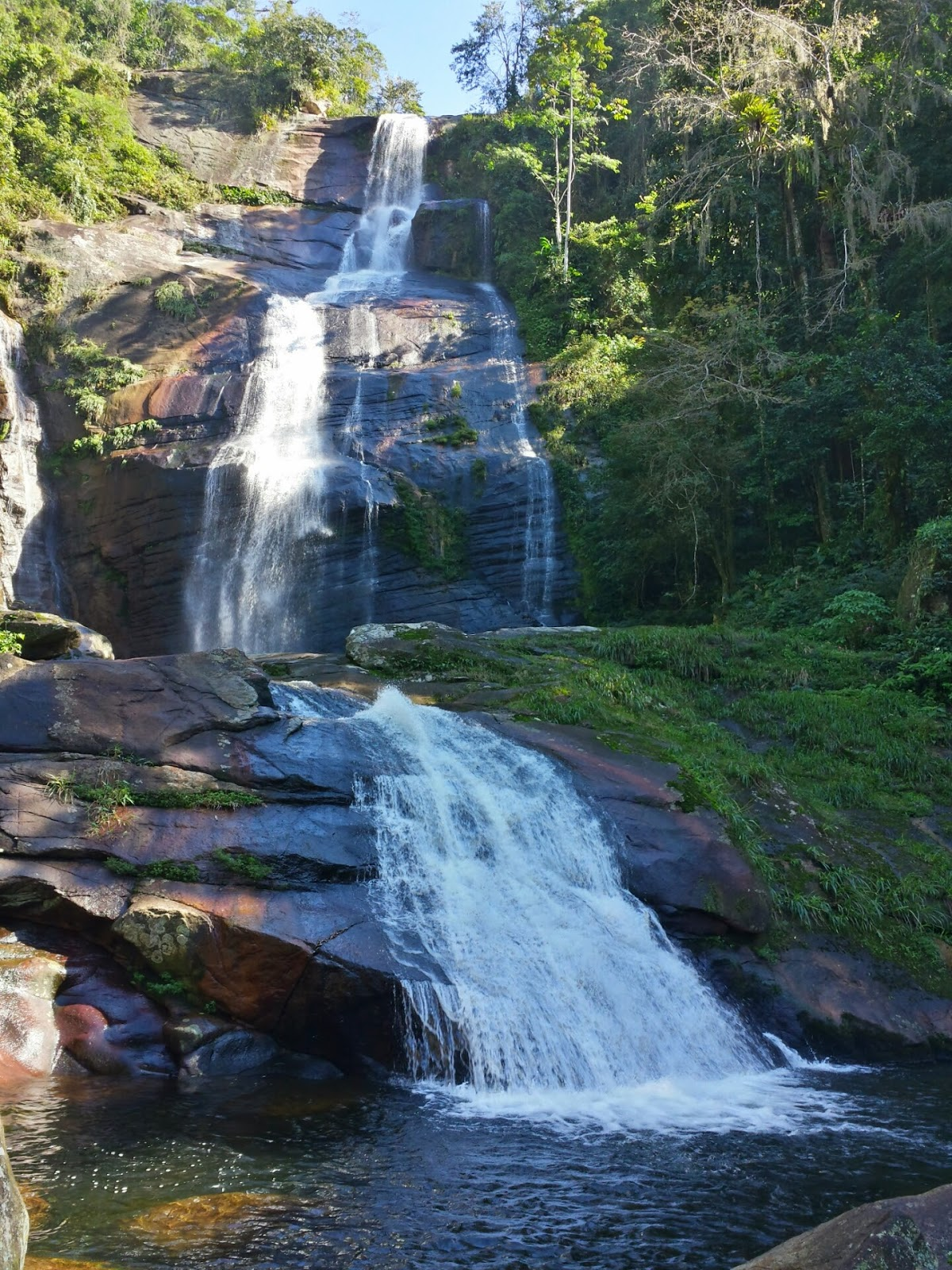
Cachoeira de Xerém.

Xerém é um bairro do distrito de Xerém, no município de Duque de Caxias, no estado do Rio de Janeiro, no Brasil. Dista cerca de cinquenta quilômetros da capital do estado. Situa-se na subida da Serra Fluminense, próximo a Petrópolis.

## Descrição
Abriga o  Centro de treinamento das categorias de base do Fluminense Football Club; os estádios do Duque de Caxias Futebol Clube e do Esporte Clube Tigres do Brasil; uma unidade do Instituto Nacional de Metrologia, Qualidade e Tecnologia e um polo universitário da Universidade Federal do Rio de Janeiro.

## Curiosidades
- o cantor Zeca Pagodinho tem um sítio em Xerém.[3]

- Xerém sofreu uma enchente em fevereiro de 2013 - uma pessoa morreu e varias perderam tudo.[4]

- Xerém tem varias cachoeiras lindas e vários sítios.